# Puente Duge
El puente Duge (en chino: 都格北盘江特大桥), o puente del Beipan  es un puente atirantado de China cerca de Liupanshui, que desde su finalización en 2016, es el puente con el vano más alto del mundo (565 metros). Cruza el río Beipan, en la frontera entre las provincias de Yunnan y Guizhou.

## Descripción

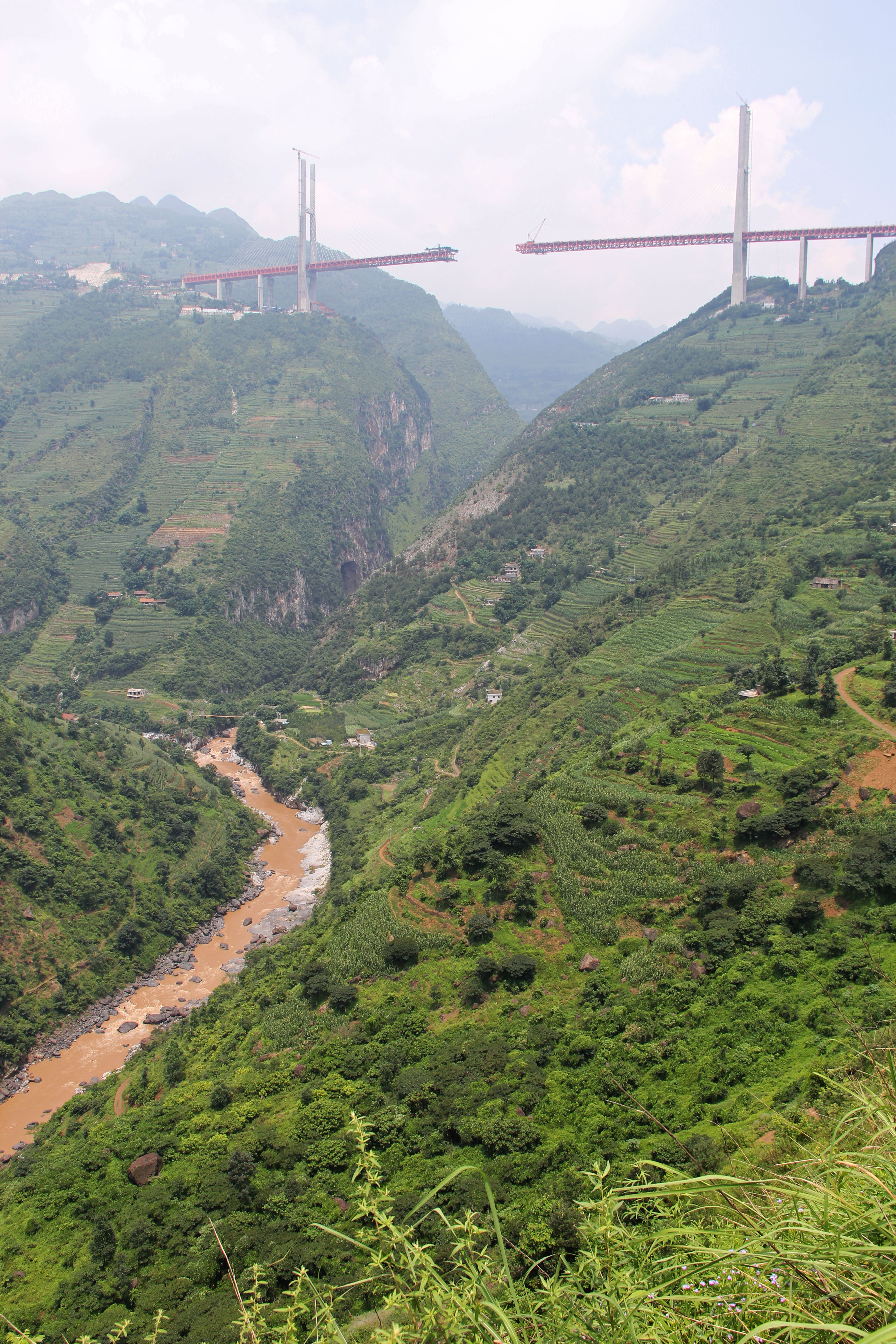
Puente Duge en 2016

El puente Duge forma parte de la autopista G56 Hangzhou-Ruili, entre Qujing y Liupanshui. La torre oriental mide 269 m lo que lo convierte en uno de los más altos del mundo. Se extiende 1340 m entre la ciudad de Xuanwei, en la provincia de Yunnan, y el condado de Shuicheng en la provincia de Guizhou. Acortó el viaje entre ambos lugares de más de cuatro horas a alrededor de una hora de acuerdo con la emisora estatal CCTV.

## Construcción
La construcción del puente comenzó en 2011 y se completó el 10 de septiembre de 2016. Fue inaugurado el 29 de diciembre de 2016.